# Bump stock
Une bump stock est un accessoire pour arme à feu permettant d’augmenter la cadence de tir d’une arme semi-automatique pour approcher celle d’une arme automatique. Le principe du dispositif consiste à remplacer la crosse, normalement solidaire de l’arme, par une crosse permettant au reste de l’arme de bouger d’avant en arrière sous l’effet du recul. Ce mouvement a pour effet de permettre au tireur d’actionner la queue de détente très rapidement et sans bouger le doigt, atteignant des cadences de tir pouvant aller jusqu’à 500 coups par minute. Ces dispositifs ont été interdits dans la plupart des pays à la suite de la fusillade de Las Vegas en 2017. Ils sont toutefois de nouveau autorisés aux États-Unis depuis l’annulation de l’interdiction par la cour suprême en 2024.

## Fonctionnement
Le premier dispositif de type bump stock est inventé par Bill Akins en 2002. Nommé Akins Accelerator, cet accessoire prend la forme d’une crosse de fusil contenant un ressort : lors du tir, le ressort est d’abord comprimé par la force du recul, puis, lorsqu’il se détend, il renvoi l’arme dans sa position initiale. Ainsi, si le tireur maintient son doigt immobile après avoir actionné la queue de détente, le mouvement vers l’avant fait que celle-ci le heurte et est actionnée une nouvelle fois, permettant un second tir très rapproché. Celui-ci génère du recul qui réarme le ressort et relance le cycle, jusqu’à ce que le tireur bouge son doigt ou que le magasin soit vide. L’Akin Accelerator permet ainsi à une arme semi-automatique d’atteindre une cadence de tir de 400 à 500 coups par minute, comparable à celle de certaines armes automatiques.
Une autre forme de bump stock est inventée par la suite par Jeremiah Cottle et produite par son entreprise Slide Fire Solutions. Prévue à l’origine pour les personnes ayant un handicap à la main actionnant la queue de détente, celle-ci diffère fortement dans son fonctionnement de l’Akin Accelerator. Elle ne dispose en effet pas de ressort : c’est le tireur qui permet à l’arme de revenir à sa position initiale en exerçant une traction constante vers l’avant avec la main soutenant l’arme. Slide Fire Solutions met fin à son activité le 20 mai 2018 à la suite de l’interdiction des bump stocks et livre ses stocks à l’ATF, de même que l’autre principal fabricant, RW Solutions. Au moment de l’interdiction, leurs ventes sont estimées environ 500 000 exemplaires depuis 2010.

## Législation

### Avant 2017
Aux États-Unis, la bump stock est d’abord autorisée sans restrictions de niveau fédéral. En effet, les lois fédérales n’interdisent alors que les armes automatiques, celles-ci étant définie comme une arme pouvant tirer plusieurs coups par « une seule action de la détente ». Cette phrase est initialement interprétée par l’ATF comme voulant dire « un seul mouvement du mécanisme de détente ». Elles sont toutefois interdites dès leur invention en Californie, la formulation de la loi sur les armes dans cet État excluant le concept même de ces dispositifs.
À partir de 2006, l’ATF révise son interprétation de la loi sous le sens de « une seule action du tireur sur la queue de détente ». Ce changement d’interprétation, confirmé en 2009 par la cour d'appel des États-Unis pour le onzième circuit, rend de fait le dispositif de Bill Akins illégal, puisqu’il fait tomber l’arme qu’il équipe dans la catégorie des armes automatiques. En revanche, l’accessoire de Jeremiah Cottle n’est pas concerné par l’interdiction : en l’absence de ressort exploitant le recul de l’arme, il est considéré par l’ATF comme une partie d’arme, à l’instar de n’importe quelle autre crosse.

### Fusillade de Las Vegas et interdiction
Le 1er octobre 2017, la fusillade de Las Vegas fait cinquante-huit morts et plusieurs centaines de blessés et l’enquête montre que le tueur a équipé ses armes de bump stocks afin d’augmenter leur cadence de tir. La tuerie génère aux États-Unis un fort sentiment en faveur d’un contrôle plus strict des armes en général et des bump stocks en particulier : selon les sondages, entre 56 et 81 % des répondants se prononcent en faveur de leur interdiction totale. Cette demande d’interdiction a la particularité d’être transpartisane, celle-ci émanant autant des personnes d’identifiant comme proche du parti démocrate que de du parti républicain. La National Rifle Association elle-même demande un encadrement plus strict de la vente de tout dispositif permettant d’augmenter la cadence de tir des armes semi-automatique à niveau de celle des armes automatiques.
À partir de 2018, plusieurs États des États-Unis légifèrent en ce sens : le Massachusetts interdit les bump stocks le 1er février 2018, le New Jersey le 15 avril suivi de la Floride et du Vermont en octobre. Au total onze États les interdisent, auxquels s’ajoutent le district de Columbia et plusieurs grandes villes, comme Columbia et Denver. À l’échelle fédérale, le président Donald Trump demande le 20 février 2018 au procureur général des États-Unis de préparer une loi interdisant les dispositifs permettant de transformer des armes légales en armes automatiques. Le 18 décembre l’ATF annonce qu’il sera interdit de fabriquer, vendre et détenir tous les types de bump stocks à compter du 26 mars 2019, leurs possesseurs ayant jusqu’à cette date pour les détruire. Les contrevenants s’exposent à une peine pouvant aller jusqu’à dix ans de prison et 250 000 $ d’amende.
Dans le reste du monde, les bump stocks ne sont pas vraiment un sujet de préoccupation jusqu’à la fusillade de Las Vegas, ce type de dispositif étant surtout utilisé aux États-Unis, et la plupart des pays n’en contrôlent jusqu’alors ni la vente ni la détention. La tuerie fait toutefois prendre conscience aux gouvernements de la dangerosité de ces dispositifs et leur interdiction se répand à partir de 2018. En France, le décret du 29 juin 2018 les classe dans la catégorie A2, celle des matériels de guerre interdits d’acquisition et de détention,. Au Royaume-Uni, elles sont interdites par la section 54 de l’Offensive Weapons Act de 2019,.

### Remise en cause de l’interdiction aux États-Unis
Aux États-Unis, l’interdiction fait l’objet de recours devant les juridictions d’appel, mais la cour suprême refuse qu’elle soit suspendue jusqu’à ce que ces cas soient traités. Les deux principaux arguments des opposants à l’interdiction sont que celle-ci est issue d’un changement de définition fait par l’ATF et non par une loi du Congrès et qu’elle prive les propriétaires de leur bien sans compensation.
Les principaux opposants à la loi sont le Cato Institute et la Firearms Policy Coalition, qui tentent des recours devant toutes les cours d’appel. Finalement, une contestation parvient devant la cour suprême, désormais à majorité républicaine, qui juge le 14 juin 2024 que l’interdiction a été prise unilatéralement par l’ATF sans loi du congrès et n’est donc pas valide.